# Ревуцький Никанор Семенович
Никанор Семенович Ревуцький (нар. 10 (23) березня 1903 — пом. 9 грудня 1977) — радянський військовий політпрацівник часів Другої світової війни, заступник командира стрілецького батальйону з політичної частини 1285-го стрілецького полку (60-а стрілецька дивізія 47-ї армії), капітан. Герой Радянського Союзу (1945).

## Життєпис
Народився 10 (23) березня 1903 року в місті Одесі в родині робітника. Українець. Здобув неповну середню освіту. Член ВКП(б) з 1929 року. З 1933 по 1937 роки брав участь у колективізації сільського господарства. З 1937 року очолював партійну організацію одного з одеських заводів.
З початком німецько-радянської війни брав участь в евакуації заводу на Урал. У лавах РСЧА з січня, на фронті — з лютого 1942 року.
Був бронебійником. Воював на Брянському, Центральному і 1-у Білоруському фронтах. Як комуніст зі стажем, був призначений політруком стрілецької роти, а згодом направлений на навчання до Військово-політичної академії імені В. І. Леніна. Після закінчення прискореного курсу з жовтня 1943 року — заступник командира стрілецького батальйону з політичної частини 1285-го стрілецького полку 60-ї стрілецької дивізії.
16 січня 1945 року під час форсування річки Вісли в районі міста Нові Двур (Польща) вів значну політико-виховну роботу серед особового складу. Повсякчас перебуваючи в бойових порядках батальйону, роз'яснював особовому складу бойове завдання, організовував партійний і комсомольський актив напередодні форсування річки. Під сильним артилерійським вогнем супротивника повів бійців вперед, своєчасно форсувавши річку.
У боях на плацдармі був поранений. Після лікування у шпиталі направлений на посаду парторга 695-го артилерійського полку 185-ї стрілецької дивізії.
З 1946 року майор Н. С. Ревуцький — у запасі. Мешкав в Одесі, працював на різних керівних господарських посадах. Помер 9 грудня 1977 року, похований в Одесі.

## Нагороди
Указом Президії Верховної Ради СРСР від 6 квітня 1945 року за зразкове виконання бойових завдань командування на фронті боротьби з німецькими загарбниками та виявлені при цьому відвагу і героїзм, капітанові Ревуцькому Никанору Семеновичу присвоєне звання Героя Радянського Союзу з врученням ордена Леніна і медалі «Золота Зірка» (№ 5713).
Також був нагороджений орденами Вітчизняної війни 1-го (25.05.1945) та 2-го (31.08.1944) ступенів і медалями.